# Andornaktálya
Andornaktálya är en ort i Ungern.   Den ligger i provinsen Heves, i den centrala delen av landet, 110 km öster om huvudstaden Budapest. Andornaktálya ligger 172 meter över havet och antalet invånare är 2 636.
Terrängen runt Andornaktálya är huvudsakligen platt, men norrut är den kuperad. Terrängen runt Andornaktálya sluttar söderut. Runt Andornaktálya är det ganska tätbefolkat, med 124 invånare per kvadratkilometer. Närmaste större samhälle är Eger, 6,7 km nordväst om Andornaktálya. Trakten runt Andornaktálya består till största delen av jordbruksmark.